# Pteris schwackeana
Pteris schwackeana là một loài dương xỉ trong họ Pteridaceae. Loài này được Christ mô tả khoa học đầu tiên năm 1900.